# Coelophysoidea
Coelophysoidea refere-se a uma superfamília de dinossauros terópodes ceratosaurianos que ocorreram durante o triássico tardío e jurássico inferior (há cerca de 228 a 187 milhões de anos, a partir da idade carniana até ao toarciano). A espécie foi encontrada por Nopcsa e ocupava áreas disseminadas geograficamente, provavelmente todos os continentes do período. Os coelophysoidea eram carnívoros, com superficial semelhança dos celurossauros com quem haviam sido anteriormente classificados, onde algumas das espécies possuíam crânios em forma de crista. Os tamanhos variam de um a seis metros de comprimento. Desconhece-se que tipo de cobertura exterior os Coelophysoidea possuíam, no entanto vários cientistas representaram-nos como detentores de escamas ou penas. Algumas das espécies podem ter vivido em bandos, como o inferido a partir de locais onde numerosos indivíduos foram encontrados próximos uns dos outros.
Exemplos relativamente conhecidos incluem espécies como celófise
(Coelophysis bauri), procompsógnato (Procompsognathus triassicus) e Liliensternus. A maioria dos dinossauros eram anteriormente referidos com pertencentes na classificação taxonómica de Podokesauridae, contudo são actualmente classificados como Coelophysoidea.

## Classificação
Coelophysoidea é definido como o clado mais extenso contendo inclusive a espécie coelophysis bauri(Cope , 1889), mas não o ceratosaurus nasicornis (Marsh, 1884) e passer domesticus (Linnaeus, 1758). Os coelophysoidea estão mais estreitamente relacionados com Coelophysis do que com os ceratosaurios.

## Taxonomia
Esta infra-ordem inclui diversas ordens menores e famílias, entre as quais:
(lista não exaustiva)
- Superfamília Coelophysoidea
  - Sarcosaurus
  - Halticosaurus
  - Lophostropheus
  - Família Coelophysidae
    - Podokesaurus
    - Gojirasaurus
    - Subfamília Coelophysinae
      - Coelophysis
      - Megapnosaurus
      - Liliensternus

    - Subfamília Procompsognathinae
      - Segisaurus
      - Procompsognathus

  - Família Dilophosauridae
    - Dilophosaurus
    - Dracovenator
    - Zupaysaurus